# CVA-01
CVA-01은 영국 해군이 고정익기 항공모함으로 건조를 계획했다가, 예산문제로 수직이착륙기 항공모함인 인빈시블급 항공모함으로 계획을 변경하여 취소된 항공모함이다.
2011년, 영국은 인빈시블급 항공모함을 퇴역시키고, 다시 고정익기를 탑재하는 퀸 엘리자베스급 항공모함 2척을 보유하려고 한다. 다시 예산문제가 불거져 나왔다.